# Телесилла
Телесилла (греч. Τελέσιλλα) Аргосская — одна из девяти древнегреческих лирических поэтесс, прославленная Плутархом («De mulierum virtutibus», c. 4) и Павсанием («Graeciae descriptio», II, 20, 8) за храбрость и патриотизм, выказанные ею в войне Аргоса со Спартой.
Когда аргивяне потерпели поражение от спартанского царя Клеомена (510 до н. э.), Телесилла собрала рабов, вооружила всех, кто по молодости или старости не носил оружия, а также женщин, и вступила в сражение со спартанцами, которые отступили перед этой слабой армией и удалились. Другие писатели (Евсевий) относят Телесиллу к первой половине V века до н. э.. В Аргосе, в храме Афродиты, перед статуей богини на четырёхсторонней мраморной колонне было высечено рельефное изображение поэтессы: в ногах её лежал свиток, а сама она держала в руке шлем, на который смотрела, как бы желая его надеть на голову. Как поэтесса Телесилла прославилась хоровыми песнями (парфениями и стазиотическими).

## Память
Фигурирует в «Этаже наследия» — списке из 998 имён мифических и исторических выдающихся женщин в западной цивилизации.